# Ženjak
Ženjak is een plaats in Slovenië en maakt deel uit van de gemeente Benedikt in de NUTS-3-regio Podravska. 